# Imma hectaea
Imma hectaea is een vlinder uit de familie van de Immidae. De wetenschappelijke naam van de soort is voor het eerst geldig gepubliceerd in 1906 door IMMA.